# Aujan e Morneda
Aujan e Morneda (en francès Aujan-Mournède) és un municipi francès situat al departament del Gers i a la regió d'Occitània.

## Geografia

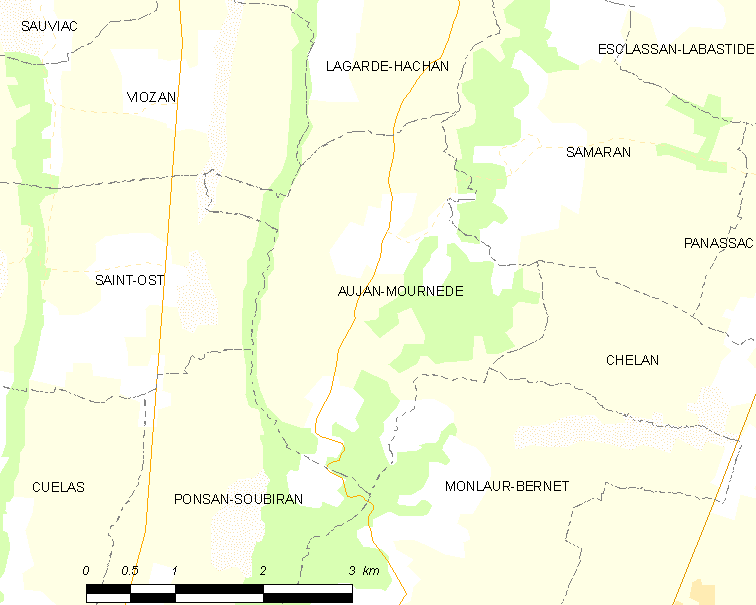
Mapa de la comuna de Aujan e Morneda

## Administració i política

### Alcaldes
| Període | Identitat     | Partit        |
| ------- | ------------- | ------------- |
| 2001-   | Jean Lartigue | Divers droite |

## Demografia
| 1962                                       | 1968 | 1975 | 1982 | 1990 | 1999 | 2006 |
| ------------------------------------------ | ---- | ---- | ---- | ---- | ---- | ---- |
| 166                                        | 144  | 127  | 117  | 113  | 107  | 97   |
| Des de 1962: població sense dobles comptes |      |      |      |      |      |      |